# Italian Fast Food
Italian Fast Food è un film comico del 1986 diretto da Lodovico Gasparini nel quale recitano insieme alcuni protagonisti della trasmissione Drive In.

## Trama
Un moderno fast food milanese è frequentato da diversi personaggi: Salvatore, aspirante manager; Roberto, sbruffone capo riconosciuto dei paninari, detto "Gran Gallo", in eterna lotta con una banda punk. Poiché i due cuochi si sono dimessi, il direttore, preoccupato dato il ritmo del locale, ingaggia a far polpette il cognato Peppino, un pittore che da mesi si è installato a sbafo in casa sua, e Felice, l'addetto alle pulizie.
Ma i due se la prendono calma, mentre tra le ragazze addette al servizio ce n'è una che sogna di fare la diva del cinema e finisce fortunosamente con l'essere assunta per un modesto spot pubblicitario. Prima della mischia conclusiva, che porta al commissariato punk e paninari, il buon Gino, l'addetto alle consegne cittadine, riesce ad avere una mezza avventura con una temibile ragazza, amica di un teppista.
Alla fine del film succedono nuovi scenari: i due cuochi dimessi, dopo essersi pentiti, implorano il direttore di farli tornare a lavorare e lui accetta, spedendo i precedenti a pulire i bagni. Elisabetta e Salvatore, dopo aver tentato inutilmente la carriera della notorietà (lei nel campo del cinema e dello spettacolo, lui in quello dirigenziale), convoleranno a nozze nel paesino sperduto della Calabria nativo di lui, con lei in dolce attesa.

## Produzione

### Riprese
Il fast food che faceva da sfondo alle vicende dei vari personaggi era reale ed era della catena americana Wendy's ubicato a Milano in corso Garibaldi, angolo via della Moscova. Oltre agli hamburger di forma quadrata proponeva anche un'isola centrale per le insalate self-service e per la prima volta venne introdotto in Italia il concetto di "dressing", cioè l'insalata condita con particolari salse anziché con olio, limone o aceto, sale e pepe come da nostra tradizione.
L'isola delle insalate è visibile in apertura del film, con primo piano di un piatto condito con salsa "dressing", e anche alla fine quando Vastano nei panni dell'aspirante manager ripiega nel fast food la sera tardi dopo essere stato cacciato dal ricevimento di esponenti dell'alta finanza dove si era imbucato. La catena Wendy's in Italia cessò negli anni novanta dopo essere stata inglobata dalla Burghy, poi a sua volta inglobata dalla McDonald's.